# ネオ・ジオン
- 機動戦士ガンダムΖΖ > ネオ・ジオン
- 機動戦士ガンダム 逆襲のシャア > ネオ・ジオン
- 機動戦士ガンダムUC > ネオ・ジオン

ネオ・ジオン (Neo Zeon) は、アニメ作品群『ガンダムシリーズ』のうち、宇宙世紀を舞台にした作品に登場する架空の組織。同シリーズ中には同じ名を持つ組織が3度登場するが、リーダーとその存在理念は大きく異なるため別組織といって差し支えない。

## アクシズ（ネオ・ジオン）
第一次ネオ・ジオン抗争（テレビアニメ『機動戦士ガンダムΖΖ』の時代）の交戦団体であるネオ・ジオンとは、ハマーン・カーンを領袖とするジオン公国残党組織アクシズがグリプス戦役終了に伴い、改称した新組織名である。
その目的はザビ家が支配していたかつてのジオン公国の復活であり、ドズル・ザビの長女ミネバ・ラオ・ザビを擁するが、実質的な指導者は摂政のハマーンである。公国時代の復活が目的であるゆえ、終戦条約（グラナダ条約）を結び戦争を終結させたうえ、親・連邦に転換を図ったサイド3のジオン共和国を正統なジオンの国家とは認めておらず、戦争後期にはジオン共和国を軍事占領している（後述）。一般的な兵卒の制服やノーマルスーツには旧公国軍のものがそのまま使われているものの、近代軍の階級制度はあるものの劇中で明らかになっている者が少なく、指揮官に「騎士」という称号を与えている。
地球上に点在する旧ジオン公国軍残党や、かつて敵対していたティターンズの残党の一部を配下に収め、ダカールの連邦議会を制圧し、ダブリンへのコロニー落としを敢行するなど、地球連邦軍へ戦力を誇示する。地球連邦政府からジオン共和国の領土であるサイド3の割譲を認めさせるも、その直後にグレミー・トトによる武装蜂起によりネオ・ジオン内は内乱状態となり、ハマーン派、グレミー派双方とも戦力を潰し合う形で消耗、その隙をエゥーゴと地球連邦軍に突かれ、最終的に打倒される。
ゲーム『機動戦士ガンダム ギレンの野望』シリーズや『スーパーガチャポンワールド SDガンダムX』など、次節の新生ネオ・ジオンと本勢力が両方登場する作品では、グリプス戦役後のキャラクターやMSが登場する場合でも、「アクシズ」の呼称を用いている場合が多い。
ウェブ企画『A.O.Z Re-Boot ガンダム・インレ-くろうさぎのみた夢-』では、火星のジオン残党「ジオンマーズ」とは同盟関係にあり、MSや艦艇の設計を共有する、第一次ネオ・ジオン抗争の際には火星から援軍を派遣するなど、強力な協力体制を築いているとされている。

### アクシズ（ネオ・ジオン）の機動兵器
ここでは、アクシズがネオ・ジオンに改称した後の機体について扱う。改称前の機体については、アクシズ#アクシズの機動兵器を参照。
| モビルスーツ - AMX-003 ガザC - AMX-006 ガザD - AMX-008 ガ・ゾウム - AMX-009 ドライセン - AMX-011 ザクIII - AMX-011S ザクIII改 - AMX-014 ドーベン・ウルフ - AMX-015 ゲーマルク - AMX-016 ガザW - AMX-017 量産型キュベレイ - AMX-101 ガルスJ - AMX-102 ズサ - AMX-103 ハンマ・ハンマ - AMX-104 R・ジャジャ - AMX-107 バウ - MS-14J リゲルグ - AMX-109 カプール | 試作モビルスーツ - AMX-004-2/3 キュベレイMk-II - AMX-117R/L ガズR＆ガズL - NZ-000 クィン・マンサ | モビルアーマー - AMA-01X ジャムル・フィン - AMA-100 ゾディ・アック - AMA-X4 アハヴァ・アジール その他の機動兵器 (接収した連邦軍の機体、ティターンズ残党が持ち込んだ機体、旧公国軍の機体、エゥーゴの隠れジオン派が持ち込んだ機体) - RMS-106 ハイザック - RMS-108 マラサイ - RMS-119 アイザック - RMS-192M ザク・マリナー - NRX-044 アッシマー - RMS-099B シュツルム・ディアス - MRX-010 サイコガンダムMk-II - MS-06F ザクII - MS-09G ドワッジ - MS-06D ディザート・ザク - MS-14A ゲルググ - MP-02A オッゴ |

### アクシズ（ネオ・ジオン）の代表的な人物
- ハマーン・カーン
- グレミー・トト
- マシュマー・セロ
- キャラ・スーン
- ゴットン・ゴー
- エルピー・プル
- プルツー
- ラカン・ダカラン
- ライン・ドラグン

## 新生ネオ・ジオン
『機動戦士ガンダム 逆襲のシャア』に登場。ハマーン・カーンが率いていたネオ・ジオンの残存戦力と、今までの大戦による宇宙移民の数の多いコロニー(スウィート・ウォーターなど)の反乱分子をシャアが集め再興させた勢力。名前こそ第一次ネオ・ジオン抗争時のネオ・ジオンと同じだが、ザビ家によって暗殺されたジオン・ズム・ダイクン、その息子であるシャア・アズナブル（キャスバル・レム・ダイクン）総帥はザビ家の事も糾弾している為、ジオン公国、ザビ家再興を目指していた旧公国残党軍とは理念が全く異なる別組織であると言える。ジオン公国のザビ家独裁を否定し、それ以前のジオン・ズム・ダイクンの理想である宇宙移民者スペースノイドの自治権確立実現を掲げる。それゆえに、一年戦争時代のジオン公国に対しては否定的だったサイド3以外のスペースノイドも協力者として取り込むことに成功している。また、起軍の際、シャアはエグムなどの反連邦セクトや旧ハマーン派残存軍のうち最大勢力であるダンジダン派を取り込み、さらに地上から辛くも撤退した部隊も少数ながら戦力に加わった。
シャアとネオ・ジオンの動きに対して連邦側は、スウィート・ウォーターに反連邦組織が集結していることまでは掴んではいたが、地球連邦宇宙軍のロンド・ベルがすべてのコロニーを探索しても結局、シャアによるネオ・ジオン結成宣言と連邦政府への宣戦布告まで発見できなかった。ロンド・ベル司令のブライト・ノア大佐曰く「連邦の支配を嫌いシャアを支持する一般市民が多く、彼らがガードしていた」と語っている。
本拠地は難民用に建造されたスペースコロニー、スウィート・ウォーター。国章はジオン公国のものと異なる。略式でない国章はスペースコロニーの上に翼を広げる鷲である。
ハマーン時代と異なりモビルスーツなどの工廠のあった小惑星アクシズは連邦政府に接収されていた為、モビルスーツの生産は地球連邦軍の兵器の生産も行っているアナハイム・エレクトロニクスに発注を行いグラナダ工場が生産を請け負った。
地球に隕石を落として人の住めない星とし、強制的に人類を宇宙に移住させる「地球寒冷化作戦」を敢行するも、その途上で総帥を含む戦力の大半を喪失して作戦も失敗に終わる。
なお、ジオン公国の復活が目的ではないため、サイド3のジオン共和国とは表向きはつながりはないが、資金面や装備面での援助や旧ジオン公国でダイクン派であった政府高官がネオ・ジオンの高官に就任してシャアを政治的にサポートしている。

### 新生ネオ・ジオンの機動兵器
- AMS-119 ギラ・ドーガ
  - AMS-119  ギラ・ドーガ重装型
  - AMS-119S  ギラ・ドーガ改
  - AMS-120X  ギラ・ドーガ（サイコミュ試験タイプ）
- MSN-03 ヤクト・ドーガ
  - MSN-03-2 サイコ・（ギラ・）ドーガ（小説『ベルトーチカ・チルドレン』）
  - ギーセン・ドーガ（ゲームアプリ『U.C. ENGAGE』）
- MSN-04 サザビー
  - MSN-04-2 ナイチンゲール
- NZ-333 α・アジール
  - NZ-222 サイコ・ドーガ
  - NZ-444 β・アジール
- AMX-107 バウ
  - AMX-107P サイコバウ
- MSK-008 シャア専用ディジェ
  - MSK-008S ディジェ・トラバーシア
- RMS-099B シュツルム・ディアス
- MS-09R-2 リック・ドムII
- MS-11 アクト・ザク
- RMS-116H　ホビー・ハイザック
- AMX-018[HADES] トーリスリッター
- RMS-119 アイザック
- RMS-108 マラサイ

## 関連項目

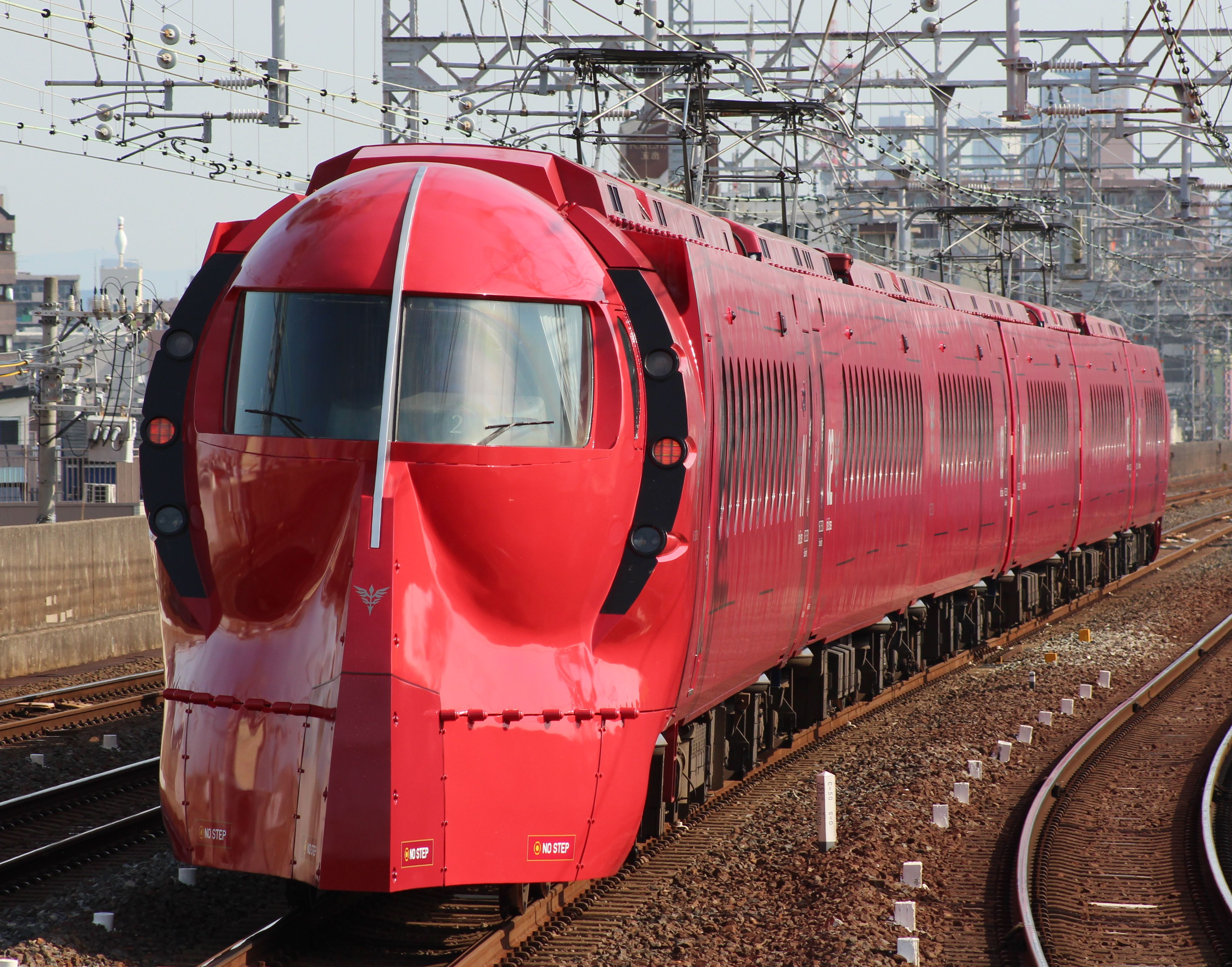
南海50000系ラピート
ネオ・ジオンバージョン

### 新生ネオ・ジオンの代表的な人物
- シャア・アズナブル
- ナナイ・ミゲル
- クェス・パラヤ
- ギュネイ・ガス
- レズン・シュナイダー

## ネオ・ジオン残党（袖付き）
『機動戦士ガンダムUC』に登場。シャアの反乱（第二次ネオ・ジオン抗争）から数年後に活性化し始めたネオ・ジオンの残党組織。使用するMSに襟や袖のようなエングレービング風の装飾が施されているため、連邦軍などからは「袖付き」と俗称される。この装飾の理由は、第二次ネオ・ジオン抗争後、雑多な勢力の寄り合い所帯となった軍をまとめるための意匠であったとされる。組織章にはザビ家のジオン、シャアのネオ・ジオンの国章の双方を尊重していることがうかがえる、新たなものが用いられている。
所属する当事者たちは「袖付き」呼称を蔑称と捉えている者が多く、自らは単にネオ・ジオンと称することが多い。総帥シャア・アズナブルの行方不明をきっかけに散り散りとなった軍を、「シャアの再来」と呼ばれる仮面の人物フル・フロンタルが領袖となり纏め上げた。開放されれば連邦政府を転覆させると評される最高機密「ラプラスの箱」を手に入れるべく暗躍する。
一定程度は組織化されているとは言え、ハマーン時代、シャア時代のネオ・ジオン軍と比較すれば「極小」程度の戦力しか有していない。懐事情についても以前に比べてかなり厳しい様子で、最新鋭機も一部所持してはいるが、使用するMSのOSやフレームは宇宙世紀0090年代前半の流用などが大半を占める。また、3年前のシャアの反乱の際アナハイムへの発注を最後に追加生産の予定がないパーツや、ワンオフとなっている機体やドラッツェ等のリサイクルMS、10年以上前の戦乱で使われた1年戦争、グリプス戦役時のギガンやゲルググやアイザックやガザＣ等の旧式機体が現役で運用されていて、更に主力量産機の配備や機体の修理すらろくに出来ない程財政難に陥っている。艦艇については、公国軍からネオ・ジオンまでの艦を新旧合わせて30隻ほど所有していたとされるが、宇宙世紀0096年4月12日のネェル・アーガマによるパラオ強襲によって、その多くを失っている。この結果、最終決戦となるメガラニカ周辺宙域戦に出撃できた艦はエンドラ級が2隻、ムサカ級が1隻という有様で、旗艦レウルーラは後詰めとして戦闘には参加もしていない。そのため、連邦からは合法的な正規の軍組織ではなくテロリスト集団と看做され、袖付き内部もある程度はその現状を認めている。また、正規交戦相手の扱いではないことから、国際法の適用や戦時条約の締結が期待できない。捕虜の取り扱いやその他諸々の権利を対戦相手である連邦へ主張しようにも難しく、連邦側に囚われた場合は戦争捕虜ではなく犯罪者として拘束・処罰される可能性が高い。
組織・人材面では、フロンタルのカリスマ性に心酔する者が数多く軍に志願している。直接的にはシャアの結成した前述の新生ネオ・ジオンが母体になっており、そこに旧ネオ・ジオン（アクシズ）の残党がザビ家唯一の生存者ミネバ・ラオ・ザビを最高指導者に頂くことを条件に合流し、さらに地球残存の旧ジオン公国軍残党を取り込む形で成立した。そのため、アクシズ・シャアの反乱時代から継続して参加している古参の兵士や、旧ネオ・ジオン以降には参加したことのない、地球での雌伏を長い間強いられてきた旧公国軍残党も多く、求心力を高めるために軍装や一部MSの形状や配色にはジオン公国時代の意匠が取り入れられている。
本来は相容れないグループ・残党同士が「ジオン」という名や「ジオン系MSを使う」「反連邦」のみを共通点に集結した合同組織であるがゆえ、先述の通り所有しているモビルスーツのバラツキが激しく組織内部では各陣営の対立が常態的となっている。新生ネオ・ジオン出身者とそれ以降に参加した若者にフロンタルを支持する者が多く、アクシズ以前からの出身者には裏でフロンタルに疑問の視線を投げかけるものも多い。結成の経緯上、上述のようにミネバを名目上の最高指導者としているが、実質フロンタルの支配下にあるネオ・ジオン残党の中において、その影響力は薄らいでいる。
そして宇宙世紀0096年の「ラプラス事変」において、当のミネバがフロンタルに反旗を翻して自ら連邦側に身を投じるという非常事態が発生。紆余曲折の果てに地上の残党軍はトリントン基地戦で壊滅、続くメガラニカ周辺宙域戦においてフロンタルと親衛隊、多数の主力部隊や旗艦レウルーラを含めた艦艇といった投入戦力の大半を消失してしまう。これに加えて、残る指導者のミネバがガランシェール隊と共に事実上連邦に投降したことで、「袖付き」は壊滅し、ネオ・ジオン軍は三度歴史から消え、組織だったジオン軍残党は火星独立ジオン軍を残すのみとなった。
なお、「袖付き」はジオン共和国政府とは表向き関係はないが、モナハン・バハロ外務大臣をトップとする右派組織「風の会」からも陰ながら支援を受けている。更にはフロンタルそのものが、モナハンが「袖付き」を制御するために作り出した強化人間であり、「箱」の確保の目的もサイド共栄圏構想を実現するための時間稼ぎであったが、これらの事実は「袖付き」の構成員の大半が知らなかったとされる。